# شقبان (البرتغال)
شقبان (لغة برتغالية: Sacavém) هي إحدى مدن برتغال. تبعد قليلا عن العاصمة البرتغالية لشبونة ولا يزيد سكانها اليوم عن 18 ألف نسمة.

## أعلام
- فيليبا لانكاستر
- جواو سواريس كاردوسو